# Valdemar Reedtz
Valdemar Reedtz (11. februar 1659 i København – 10. april 1724 på Barritskov) var en dansk godsejer, amtmand og officer, far til Tønne Reedtz.
Han var søn af oberst Tønne Reedtz og Lisbet Mogensdatter Sehested (1632-1705), var 1674 elev på Sorø Akademi, blev 1677 fændrik i dragonerne og 1682 premierløjtnant, blev forsat til Marineregimentet, blev 1683 kaptajn, 1689 chef for Grenaderkorpset, var 1686 i fransk tjeneste, blev 1695 major og 2. oktober 1699 oberst, kommandant og amtmand på Bornholm. 1708 blev Reedtz karakteriseret brigader, 1711 generalmajor og fik 28. november 1717 afsked efter ansøgning.
1700 havde han arvet Barritskov.
30. november 1696 ægtede han i København Dorte Holgersdatter Trolle (25. september 1668 - 5. juli 1719), datter af oberst Holger Trolle til Rygård og Ingeborg Gregersdatter Krabbe (af Østergaard) til Kølbygård.
Han er begravet i Barrit Kirke.